# Acoso académico
El acoso en los lugares de trabajo académico y del personal académico se presenta especialmente en lugares de mayor educación, como los colegios y las universidades. El acoso académico se cree que es común, pero no ha sido recibido con mucha atención por los investigadores como en otros contextos.
El acoso es un proceso de larga data violento, físico o psicológico, es una conducta de un individuo o grupo dirigido hacia y contra otro individuo que no puede defenderse en esa situación, con conciencia y deseo de lastimar, herir, amenazar, asustar poniendo al otro bajo estrés.
El acoso en el lugar de trabajo está dentro de las siguientes categorías:
- Amenazas, humillación pública, acusaciones como falta de esfuerzo y menosprecio hacia el profesional.
- Amenazas al estatus social con burlas y sobrenombres.
- Aislamiento, retención de información e impedimento de oportunidades.
- Exceso de trabajo, interrupciones innecesarias al trabajo.
- Desestabilización como tareas sin sentido sin dar el crédito debido, remover a las personas de su posición de autoridad.

## El abuso y la cultura académica
Se presentan varios aspectos que desalientan las prácticas para mitigar esto. Sus líderes son usualmente tomados desde las filas de profesores, la mayoría de quienes no han recibido la formación que podría permitir una efectiva respuesta a su situación. Los autores pueden poseer alto estatus y una protegida posición o las víctimas pueden pertenecer al creciente número de profesores adjuntos, quienes son a menudo empleados de medio tiempo.
El acoso moral es posiblemente el más prominente tipo de acoso académico.
La generalmente descentralizada naturaleza de las instituciones académicas pueden hacer que sea difícil para las víctimas que buscan presentar un recurso. Por lo tanto los académicos quienes son sujeto de acoso en sus lugares de trabajo son a menudo cautos cuando deben notificar problemas. En redes sociales se está empezando recientemente a exteriorizar el acoso académico anónimamente.
Los profesores sin plazo definido dependen en mayor medida e improvisan normas que determinan grados y retención de trabajo.
Las investigaciones acerca del bullying lo atribuyen a una ruptura organizacional entre dos sistemas antagónicos e interdependientes que comprende una larga estructura de aproximadamente todos los colegios y universidades: facultad y administración. Mientras que los dos sistemas distribuyen el poder de los empleados a través de burocracias estandarizadas, las administraciones favorecen a un modelo de negocio orientado medir a sus empleados acorde a género, edad, logro educativo, etc, con un criterio estandarizado determinando el rango del empleado.
La facultad depende de estándares más limitados e improvisados que determinan el rango y la retención de trabajo. Se cree que las revisiones interdepartamentales de los trabajadores (aunque después, se cree que estas tres revisiones son influenciadas por el hecho de que los colegas determinan las promociones entre ellos en un tiempo) sobre su facultad para la reasignación anual de las personas en período de prueba y la revisión de los empleados fijos ofrece un "área gris poco regulada" que alberga el origen de los casos de bullying académico. Aunque la revisión de la tenencia y post-tenencia de los cargos lleva a una evaluación interdepartamental y las tres culminan en una decisión administrativa, el bullying es comúnmente una función de la contribución administrativa en el antes y el durante de las etapas tempranas de la revisión interdepartamental.

## Acoso Moral
Kenneth Westhues ha estudiado el acoso académico encontrando que la vulnerabilidad va incrementando por diferencias personales como ser un extranjero o por diferencias sexuales, por trabajar en una disciplina posmoderna como música o literatura, presión financiera o por tener un superior agresivo. Otros factores incluyen la envidia, herejía y el campo político.

## Manifestaciones
El acoso en los lugares de trabajo ha sido descrito como algo más sutil que usual. Sus destinatarios pueden ser objetivo de indeseados contactos físicos, violencia, lenguaje fuertemente obsceno, ser menospreciado entre sus colegas y tener dificultades cuando se busca la promoción.

## Efectos
En el 2008 un estudio del tema, condujo a una encuesta en una universidad de California concluyendo que la práctica tenía varios costos, incluyendo el incremento de trabajo de facturación de los empleados.

## Incidencia
En el 2008 la británica University and College Union dio a conocer los resultados de una encuesta tomada a alrededor de 9.700 miembros. El 51% de las respuestas dijeron que ellos nunca fueron acosados, el 16% dijeron ocasionalmente lo experimentaron, el 6.7% dijeron haber sufrido acoso siempre o a menudo. Los resultados variaron entre los miembros de las instituciones, los de la Universidad del Este de Londres encuestados presentaron el más elevado reporte de incidentes.
El Times Higher Education encargó una encuesta en el 2005 y recibió 843 respuestas. Cerca del 40% de los encuestados fueron acosados, el 33% respondió haber tenido contacto no deseado y el 10% dijo violencia física, cerca del 75% fueron conscientes de que los compañeros de trabajo habían sufrido acoso. La tasa de incidencia encuentra que la encuesta fue más alta de lo usual vía sondeo de (12 a 24%), la autora C.K. Gunsalus describe que el problema tanto como” baja incidencia, alta gravedad” es análogo a la investigación de mala conducta. Ella identifica a los agresores.

## El acoso de los estudiantes de medicina
En el 2005 un estudio Británico, alrededor del 35% de estudiantes de medicina encuestados sufrieron abuso. Alrededor de uno en cuatro de 1000 estudiantes dijeron haber sido acosados por un doctor mientras que el uno en seis dijo haber sido acosado por una nurse. Manifestaciones del acoso incluyen.
- Humillación por parte de un profesor enfrente de los pacientes.
- Ser victimizados por no provenir de una familia de médicos.
- Ser puestos bajo presión y por lo tanto hacer procedimientos sin supervisión.[11]